# Масерија Семинарио (Лече)
Масерија Семинарио (итал. Masseria Seminario) је насеље у Италији у округу Лече, региону Апулија.
Према процени из 2011. у насељу је живело 708 становника. Насеље се налази на надморској висини од 44 м.